# Otokar Cobra
«Ко́бра» (тур. Kobra) — колёсная бронемашина, разработанная турецкой компанией «Otokar» при участии американской компании «AM General».

## История
Разработка бронемашины была начата турецкой компанией «Otokar» в 1994 году в инициативном порядке, в 1995 году к проекту подключилась американская фирма «AM General».
В апреле 1996 года был изготовлен первый прототип бронеавтомобиля,
а в июле 1997 года разработка была завершена (к этому времени было изготовлено восемь предсерийных образцов — в варианте разведывательного бронеавтомобиля и бронетранспортёра).
Несколько позже был разработан плавающий вариант бронемашины.
12 октября 2012 года было подписано соглашение о создании в Казахстане турецкой компанией «Otokar» и казахской компанией «Казахстан Инжиниринг» совместного предприятия по производству бронемашин «Кобра».

## Описание
Бронемашина разработана с использованием многих компонентов американского вездехода HMMWV.
Стальной V-образный корпус обеспечивает защиту от лёгкого стрелкового оружия, артиллерийских осколков, противопехотных и противотанковых мин и самодельных взрывных устройств.
Вооружение
- ПТРК «Скиф» (Украина)

## Варианты и модификации
Разработано несколько вариантов бронемашины «Кобра»:
- разведывательный бронеавтомобиль, в башне которого может быть установлен 7,62-мм пулемёт[2], 12,7-мм пулемёт Browning M2HB или 40-мм автоматический гранатомёт Mk.19[1]

- EOD BRAAT — разработанный в 2000 году вариант для инженерно-сапёрных подразделений, на котором вместо пулемёта в башне установлена 12,7-мм снайперская винтовка M82A1
- Cobra 20mm cannon carrier — бронеавтомобиль с установленной в башне 20-мм пушкой Nexter Systems 20mm M621. Один демонстрационный образец показан в 2008 году

- бронетранспортёр (десантное отделение рассчитано на 11 человек)[1]
- ARSV — вариант с радиолокационной станцией ARS-2000[1]
- командно-штабная машина[1]
- санитарная машина[1]
- Cobra anti-tank vehicle — противотанковый вариант с пусковой установкой TOW[1][2]

## Страны-эксплуатанты
- Азербайджан — 35 «Кобра-1» по состоянию на 2022 год[5]
- Алжир — 600 «Кобра-1» [6]
- Бангладеш — несколько «Кобра-1» были закуплены для тестирования.
- Бахрейн — нет данных[6]
- Грузия — 300 «Кобра-1»
- Ирак - нет данных
- Казахстан — 17 «Кобра-1» по состоянию на 2024 год.
- Украина - 5 единиц «Кобра-2» переданные Властями Турции
- Мальдивы — 3 предсерийных машин поставлены в 1997 году[2]
- Нигерия — 193 «Кобра-1» на общую сумму $58,8 млн, включая запасные части.
- ОАЭ — нет данных[7]
- Словения — в 2008 году получены 10 машин[2][8]
- Турция — принят на вооружение в 1997 году, в этом же году первые пять бронемашин поступили на вооружение[2], производство для турецкой армии начато в декабре 1997 года[1], имеется 789
- Туркменистан — 4 «Кобра-1»

## Боевое применение
Курдское восстание в Турции
Применяется подразделениями турецкой армии для патрулирования в зоне деятельности курдских повстанцев.
Война в Грузии
Во время войны в Грузии 2008 года применялся подразделениями МВД Грузии, две бронемашины были подбиты и захвачено в качестве трофеев осетинским ополчением, одна из них (бортовой номер 307) впоследствии была восстановлена в России;
Гражданская война в Сирии
Несколько машин попало в руки Сирийской свободной армии.
Война в Нигерии
Применяется армией Нигерии. Также несколько машин попали в руки мусульманских террористов Боко Харам. Неизвестное количество бронемашин было уничтожено.
Буркина Фасо
В сентябре 2018 года бронемашины «Кобра» были поставлены в армию Буркино Фасо для борьбы с исламистами. 22 декабря одна «Кобра» была уничтожена в результате подрыва на самодельном взрывном устройстве, 3 солдата погибло и 4 было ранено.
Казахстан
Во время Январских Событий в Казахстане 2022 года, применялись военными Казахстана для патрулирования, перекрытия дорог и улиц, а также для охраны различных объектов.

## Отражение в культуре и искусстве
- одна восстановленная бронемашина использовалась на съёмках кинофильма Август Восьмого.
- показан в компьютерных играх Battlefield: Bad Company, Battlefield: Bad Company 2

## Галерея

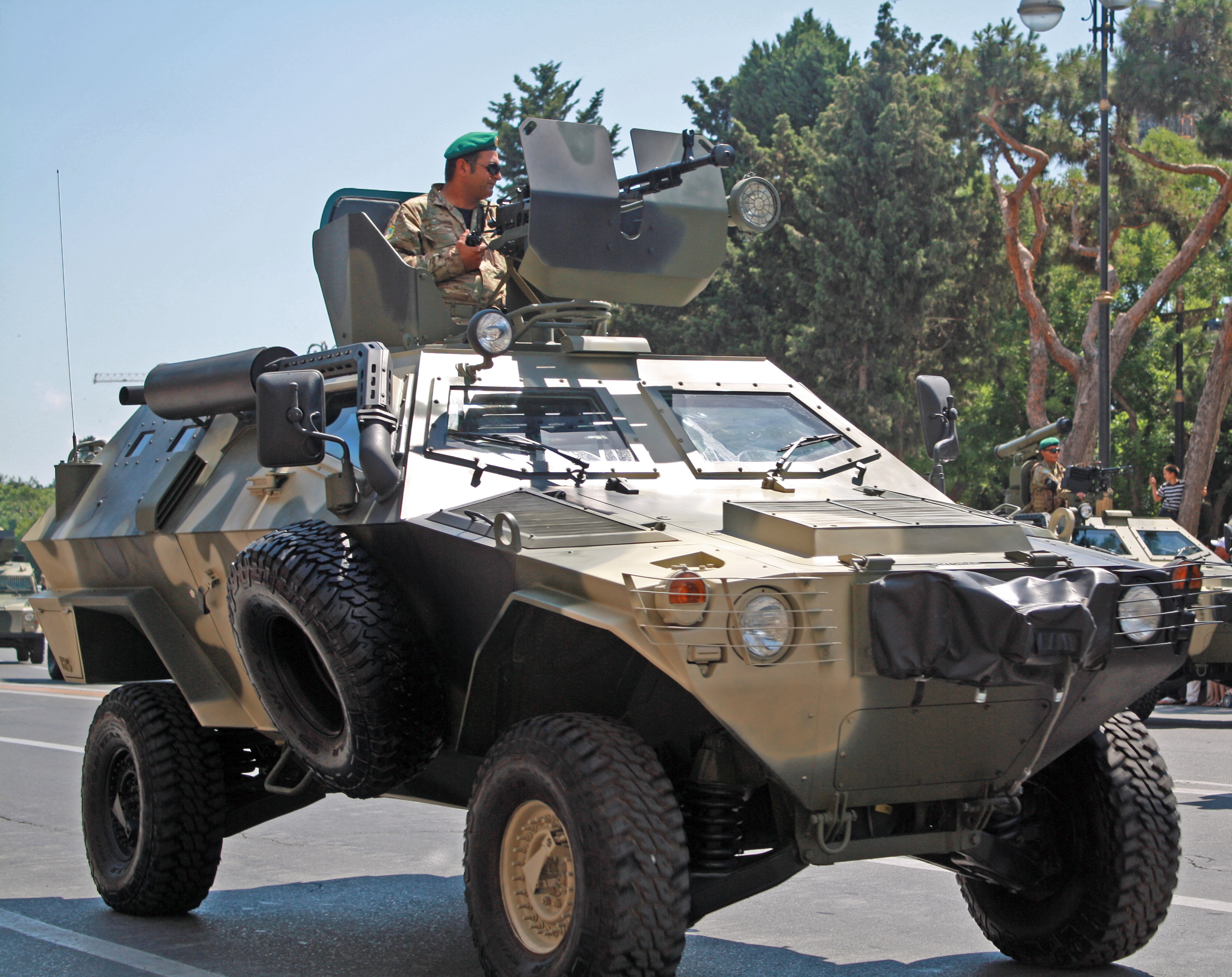
«Кобра» армии Азербайджана на параде в Баку
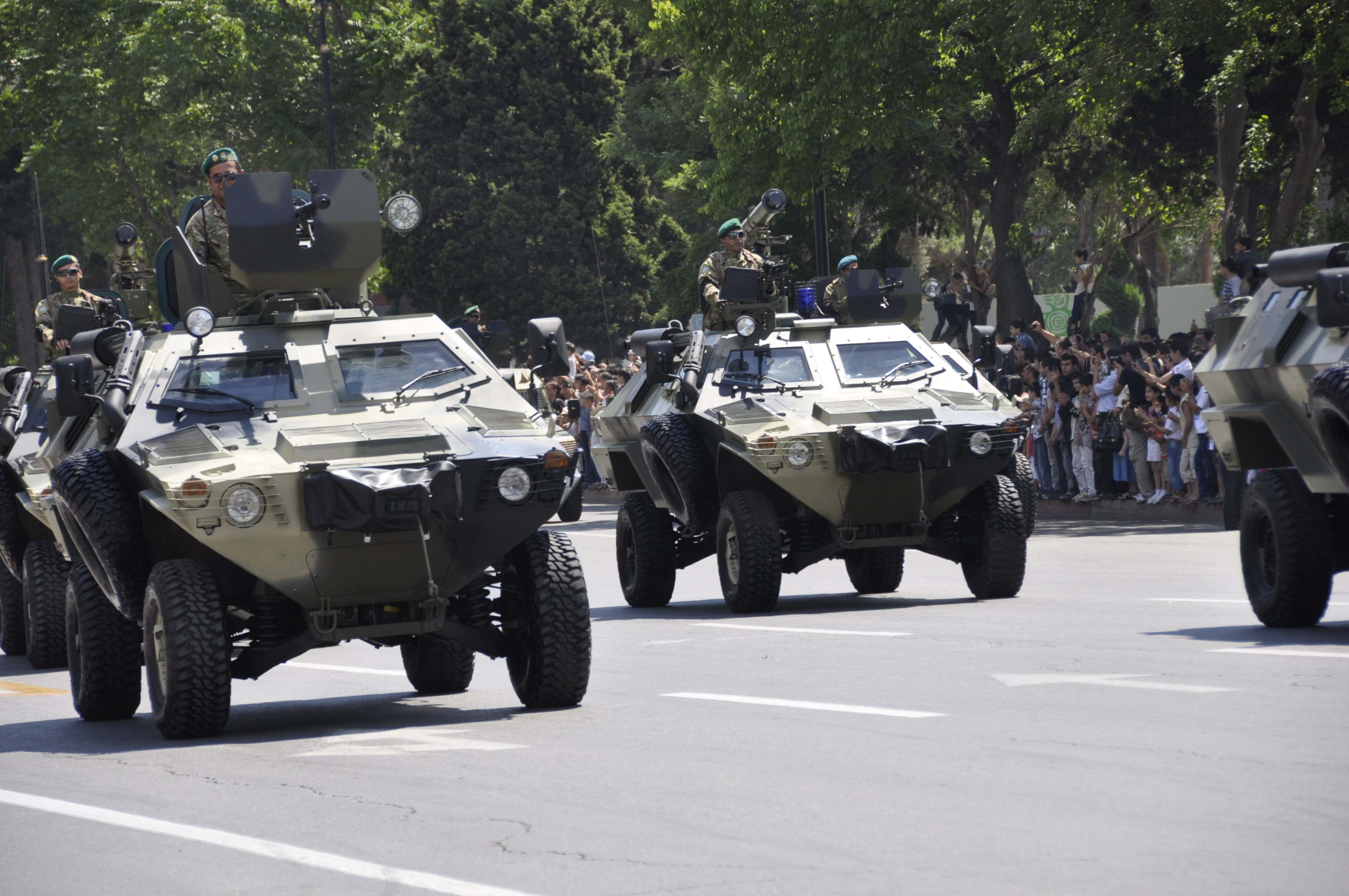
«Кобры» армии Азербайджана на параде в Баку
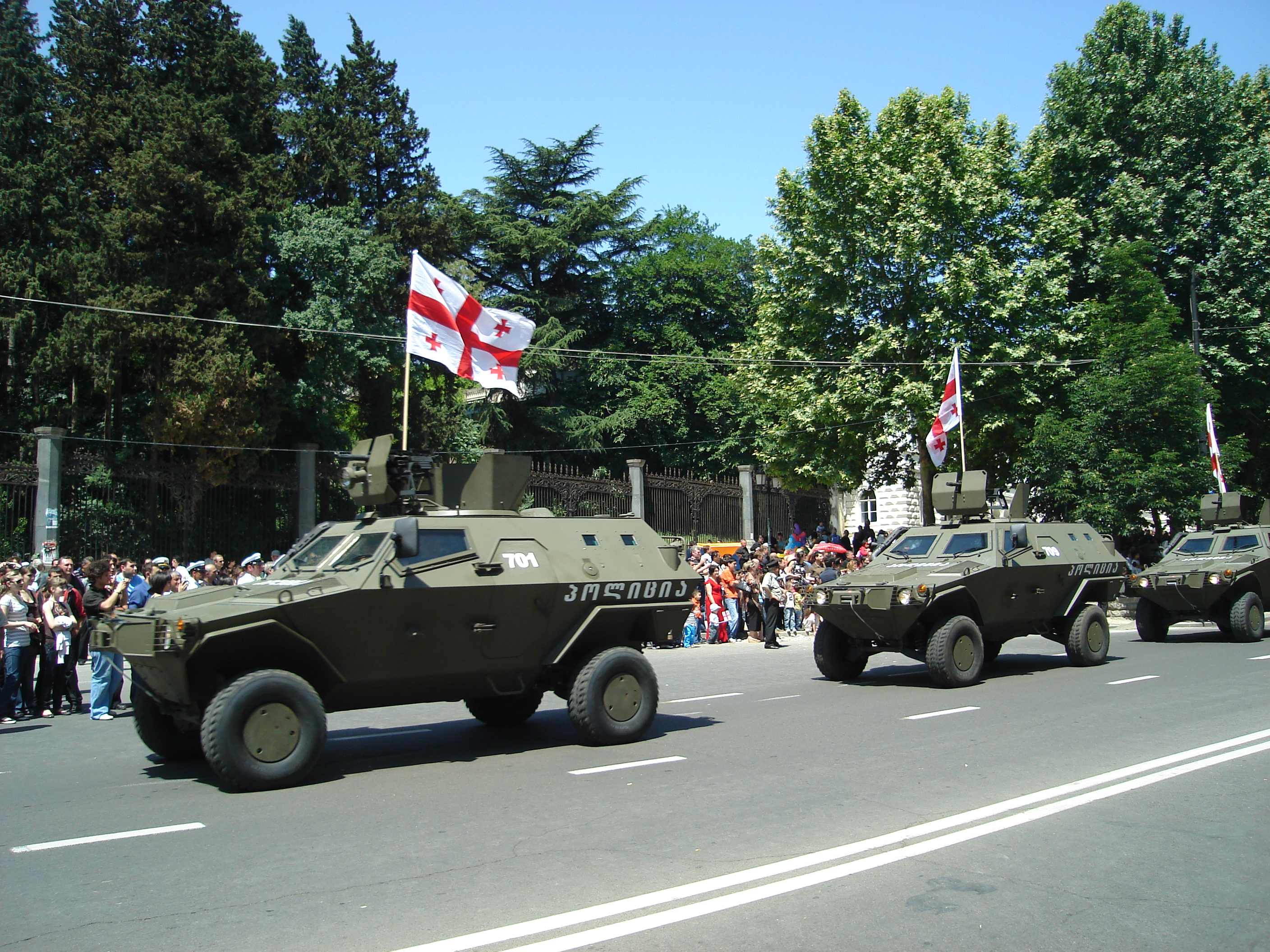
«Кобра» грузинской полиции (26 мая 2008)
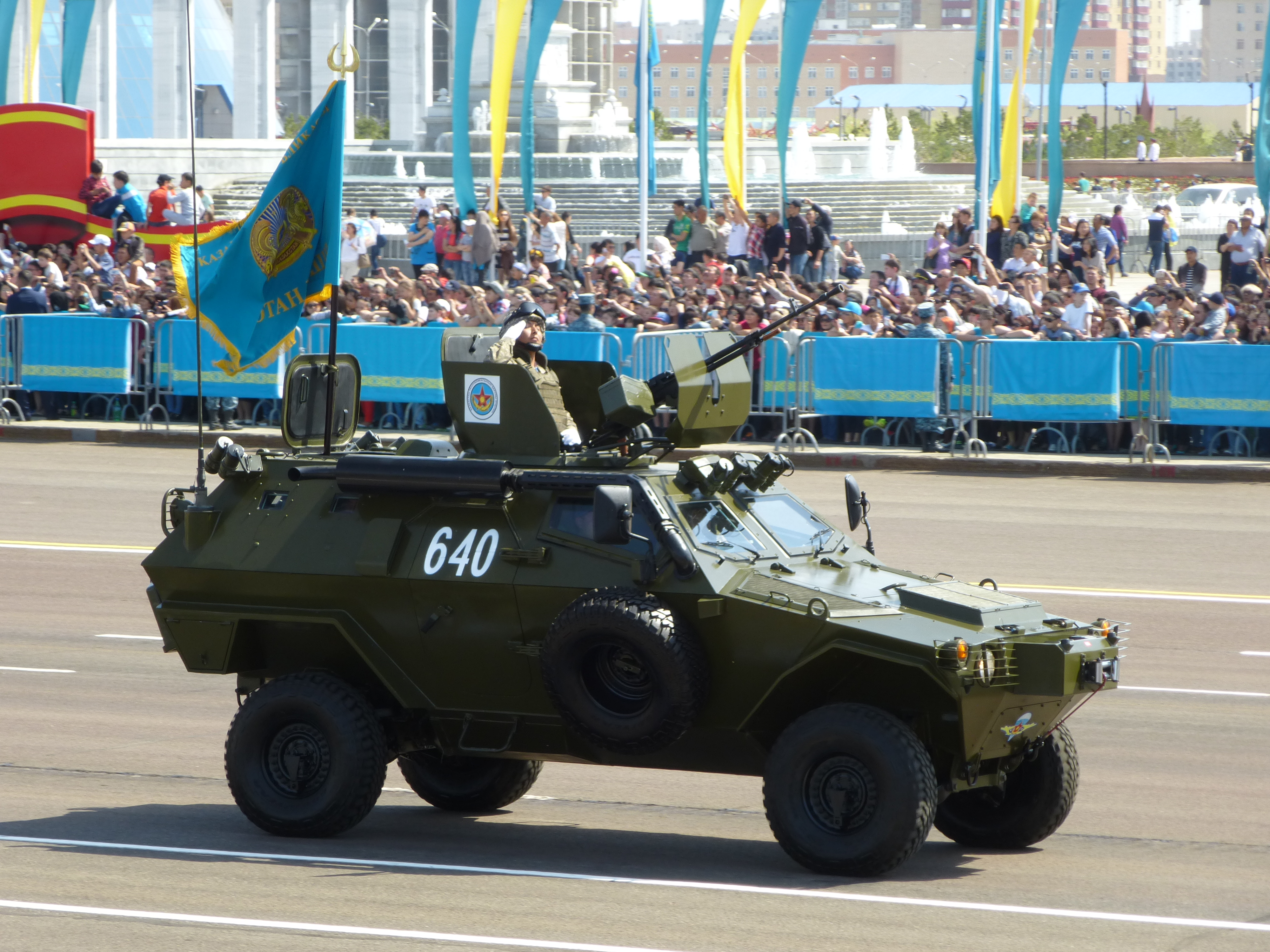
«Кобра» на параде в Астане 7 мая 2015 года
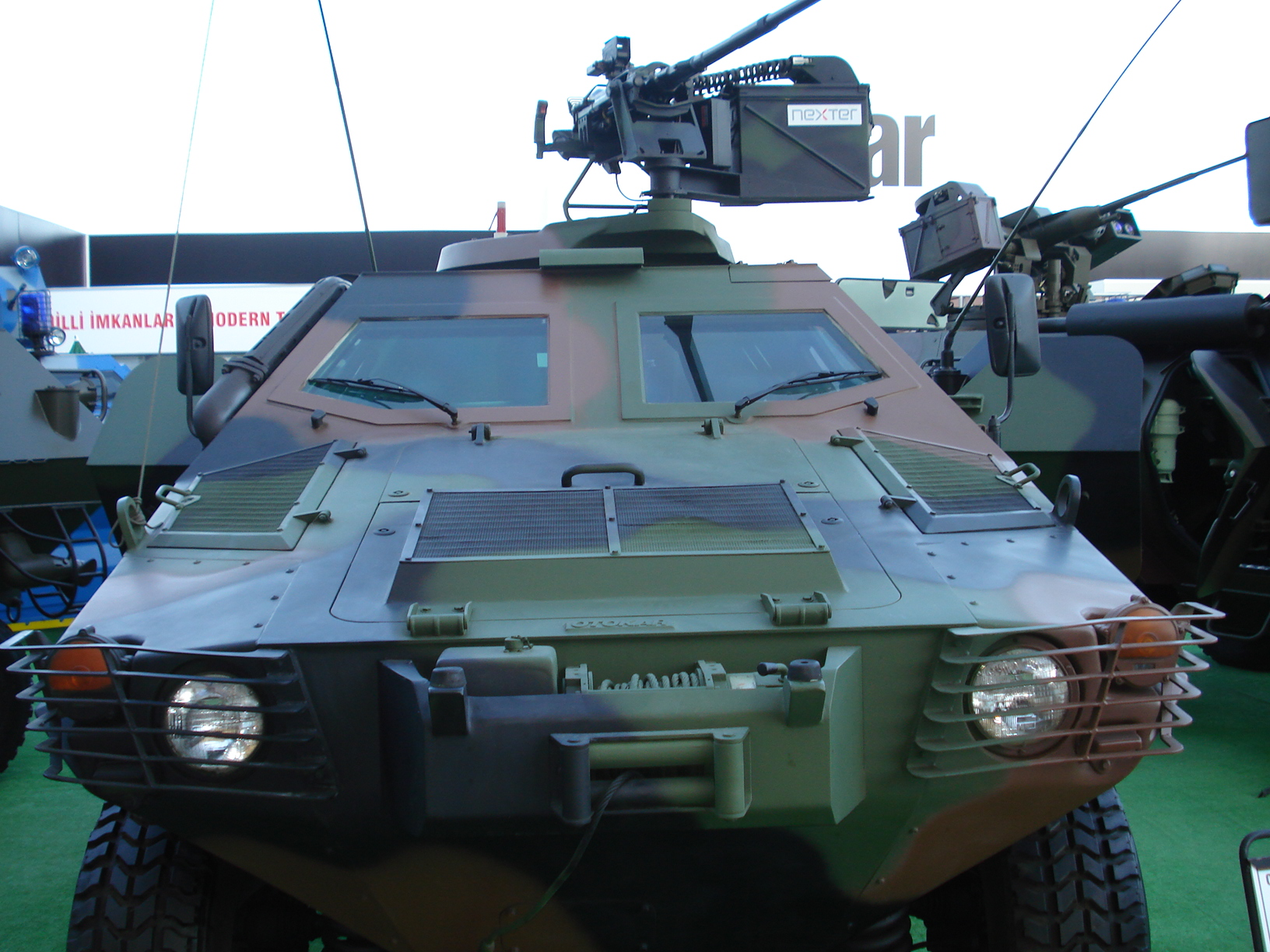
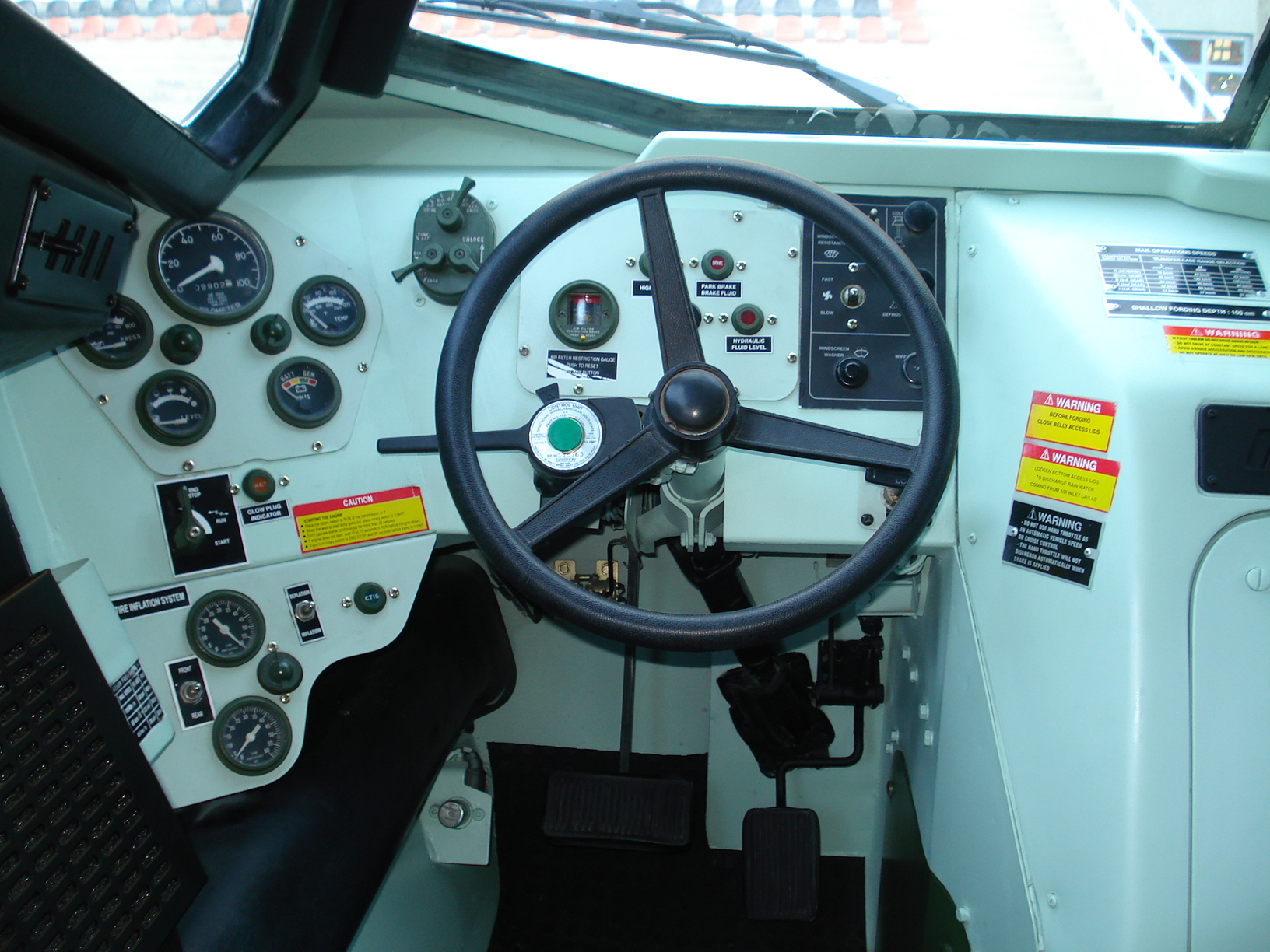